# La caiguda dels gegants
La caiguda dels gegants (en anglès: Fall of Giants), és una novel·la històrica de Ken Follett i la primera part de la Trilogia Century. Narra la història de diversos personatges europeus i americans a principis del segle xx, coincidint amb la I Guerra Mundial, la Revolució Russa i la lluita pel sufragi universal al Regne Unit.

## Argument
L'acció transcorre entre el 22 de juny de 1911, dia en què va ser coronat Jordi V a l'Abadia de Westminster i finals de 1924, diversos anys després de finalitzar la Primera Guerra Mundial. Es barregen personatges històrics reals com el mateix rei Jordi V, Sir Edward Grey secretari d'afers exteriors i Winston Churchill, amb altres de ficció com Billy Williams, que treballa des dels 13 anys a les mines de carbó de Gal·les i el seu pare David Williams destacat membre del sindicat miner.
La vida dels diferents personatges es veu trasbalsada pels successos que van donar origen a la guerra i les seves tràgiques conseqüències. Les famílies que formen la part principal de la trama, es van veure implicades en els esdeveniments bèl·lics d'una o altra manera.
A través de la narració es pot assistir en directe a intrigues diplomàtiques, assalts a les trinxeres enemigues, converses mundanes i passions amoroses de persones que van viure aquelles circumstàncies, el que aproxima el lector a uns fets que van ocórrer fa gairebé 100 anys i van transformar per sempre l'ordre europeu i mundial.

## Esdeveniments
Alguns dels fets que hi apareixen són els següents:
- Diumenge Sagnant (1905)
- Coronació de Jordi V d'Anglaterra (1911)
- Assassinat de Francesc Ferran d'Àustria (1914)
- Ultimàtum de juliol (1914)
- Revolució mexicana (1910-20)
- Batalla de Tannenberg (1914)
- Batalla del Somme (1916)
- Alçament de Pasqua a Dublin (1916)
- Ofensiva Brussílov (1916)
- Revolució de Febrer (1917)
- Viatge de Lenin a Petrograd (1917)
- Revolució d'Octubre de 1917
- Ofensiva de primavera (1918)
- Guerra civil russa (1917-1923)
- Catorze punts de Wilson (1918)
- Firma del Tractat de Versalles i creació de la Societat de Nacions (1918)
- Promulgació de la Llei Seca als Estats Units (1920)
- Putsch de Múnic (1923)

## Personatges
- Família Dewar, diplomàtics americans
- Família Fitzherbert, aristòcrates anglesos
- Família Williams, miners gal·lesos
- Família Von Ullrich, diplomàtics alemanys
- Familia Peshkov, treballadors russos